# Beovoz
Beovoz (en serbe cyrillique : Беовоз), est le réseau régional de transport public de Belgrade, la capitale de la Serbie. Beovoz est géré par les Chemins de fer de Serbie (en serbe : Железнице Србије).
Le réseau Beovoz relie les faubourgs et les villes de l'ouest, du nord et du sud de Belgrade avec le centre-ville de la capitale. La ligne qui va de Nova Pazova, à l'ouest, jusqu'à Mladenovac, au sud, a une longueur de plus de 70 km.

## Histoire
Beovoz est entré en service en 1992.

## Fréquentation
Beovoz a transporté 6 182 000 voyageurs en 2006 et 7 078 000 passagers pour 2007.

## Réseau actuel
Le réseau de Belgrade compte six lignes :
1. Stara Pazova-Batajnica-Beograd Centar-Pančevo Vojlovica
2. Ripanj-Resnik-Rakovica-Pančevo Vojlovica
3. Stara Pazova-Batajnica-Beograd Centar-Rakovica-Resnik-Ripanj
4. Zemun-Beograd Centar-Rakovica-Valjevo
5. Nova Pazova-Batajnica-Beograd Centar-Rakovica-Resnik-Mladenovac
6. Stara Pazova-Batajnica-Beograd Centar-Rakovica-Mala Krsna

Seules quatre stations, situées en centre-ville, sont souterraines.

## Extension du réseau
(2015).
La construction d'une ligne de métro léger est programmée pour 2008, avec une durée de travaux prévisible de sept ans. Cette nouvelle ligne se connectera au réseau actuel à la station souterraine de Vukov Spomenik ; elle reliera Zemun, au nord-ouest, et Konjarnik, au sud-est de la partie centrale de Belgrade.